# Gmina Wyznaniowa Żydowska w Łodzi
Gmina Wyznaniowa Żydowska w Łodzi – ortodoksyjna gmina żydowska z siedzibą w Łodzi, obejmująca centralną część Polski. Gmina jest członkiem Związku Gmin Wyznaniowych Żydowskich.
Obszar gminy obejmuje terytoria dawnych województw: łódzkiego, skierniewickiego, płockiego, sieradzkiego i piotrkowskiego. 
Pod opieką gminy znajdują się dwie czynne synagogi (Synagoga przy Pomorskiej i Synagoga Reicherów), a także nowy cmentarz żydowski oraz inne nieruchomości spoza Łodzi, odzyskane na mocy ustawy z 1997 roku o restytucji mienia żydowskiego.
Gmina prowadzi Biuro Informacji Żydowskiej, Beit Midrasz (Dom Nauki) „Darkei Noam”, dom gościnny „Linat Orchim”, bractwo pogrzebowe „Chewra Kadisza”, bractwo „Bikur Cholim”, koszerną stołówkę oraz mykwę.
Na terenie Gminy znajduje się również Biuro Rabina Łodzi Dawida Szychowskiego oraz żydowskie 'przedszkole' „Matanel”.

## Zarząd główny
- Przewodniczący: wakat
- Wiceprzewodniczący: Józef Weininger
- Wiceprzewodniczący: Tomasz Rosłoński
- Skarbnik: Baruch Ciesielski
- Sekretarz: Aleksandra Szychman

## Adres gminy
- 91-416 Łódź
- ul. Pomorska 18

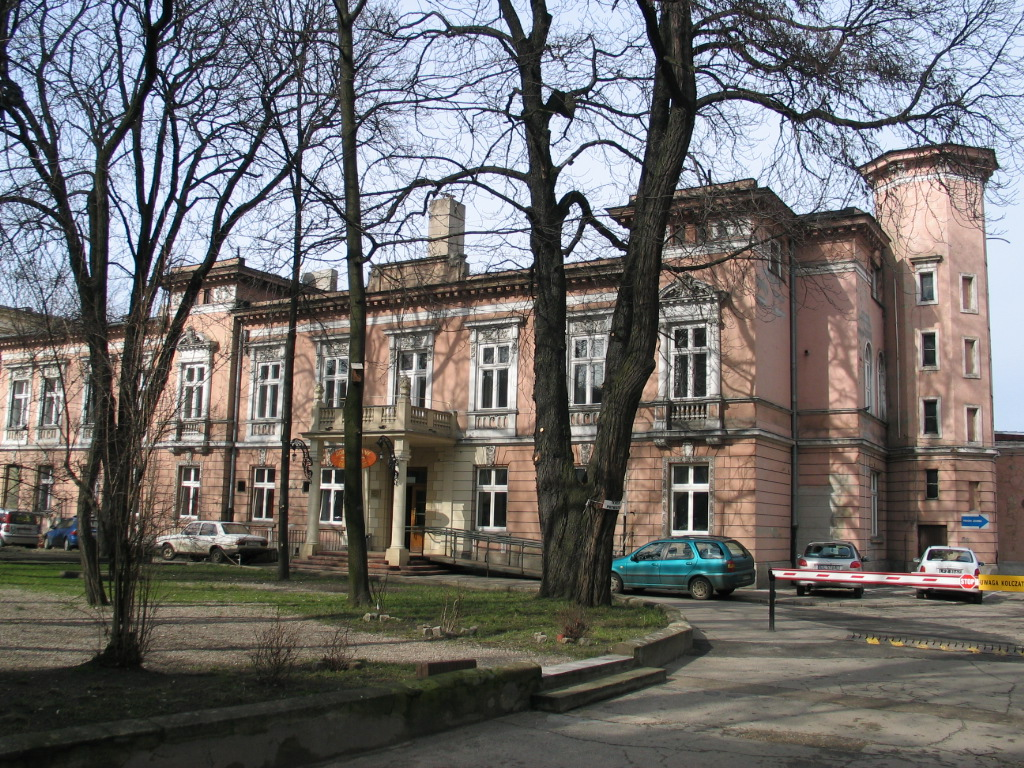
Siedziba gminy
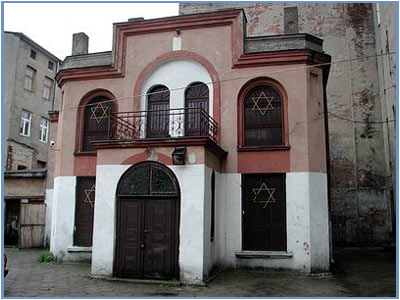
Synagoga Reicherów

## Historia
W 1937 synagogi gminy znajdowały się przy Al. Kościuszki 2, ul. Wólczańskiej 6, ul. Zachodniej 56, ul. Wolborskiej 20 i ul. Zgierskiej 17/21. Wtedy też gmina prowadziła następujące instytucje: Schronisko dla Umysłowo Chorych przy ul. Wesołej 17, Żłobek dla Niemowląt przy ul. Północnej 39, Kąpiele Rytualne przy ul. Gdańskiej 75, Szkołę Religijną Talmud-Tora przy ul. Goplańskiej 26, Szkołę Religijną Talmud-Tora II przy ul. Pomorskiej 18 oraz Sierociniec przy ul. Pomorskiej 19.